# Castel San Benedetto
Castel San Benedetto (anche indicato come Castel San Benedetto Reatino) è una frazione del comune italiano di Rieti nell'omonima provincia, già comune fino al 1873.
Il territorio storicamente afferente al paese di San Benedetto è diviso, già dal XIX secolo, in due insediamenti ben distinti: il Castello, antica sede comunale, e le Case.

## Geografia
Il centro storico di Castel San Benedetto si trova sui Monti Sabini, mentre a valle, all'estremità della Piana Reatina nei pressi del fiume Turano, giace Case di San Benedetto.
Il territorio di Castel San Benedetto si trova a sud del Capoluogo, da cui dista circa 3,5 km.

## Storia
Il paese, di origine medievale, è sempre stato legato alla città di Rieti. Il comune, già chiamato San Benedetto, faceva parte della provincia dell'Umbria con capoluogo Perugia. Il 14 giugno 1863 cambiò ufficialmente nome in Castel San Benedetto Reatino. Il 1º ottobre 1873, dopo poco più di dieci anni, fu soppresso e aggregato al comune di Rieti, per effetto del Regio Decreto n. 1519 del 24 luglio.

## Monumenti e luoghi d'interesse
Nella frazione si trova la chiesa parrocchiale di San Benedetto.

## Infrastrutture e trasporti
Da Castel San Benedetto si dipartono due strade locali: la via Rieti, che scende dal monte congiungendo la frazione al capoluogo, e la strada che continua la salita verso Maglianello alto.
Il vecchio tracciato della Strada statale 4 Via Salaria passa ai piedi del monte sul quale sorge Castel San Benedetto, seguendo la valle del Turano; oggi è sostituito dal tracciato a quattro corsie che sottopassa la montagna con la Galleria Colle Giardino, da San Giovanni Reatino a Rieti.